# Dragons: Fire and Ice
Dragons: Fire & Ice è un film tv di animazione del 2004 diretto da Craig Wilson e Keith Ingham.
Il film è basato sulla linea di giocattoli di Mega Bloks, ed ebbe un sequel nel 2005: Dragons II: The Metal Ages.

## Trama
Millenni fa, i draghi e i loro cristalli del potere giunsero sulla Terra attraverso il portale dal loro mondo. Ma mentre i draghi portavano la conoscenza e volevano solo la pace, i regni umani di Norvagen e Draigar, dopo aver abusato della conoscenza portata dai draghi, entrarono in guerra. Per fermare il conflitto Thoron, il Re Drago e detentore dell'Aurathon (il cristallo più potente di tutti), nominò il mago Xenoz ambasciatore dei draghi e dei due regni, conferendogli l'immortalità e il potere di usare i cristalli dei draghi. Tuttavia, quando le cose iniziarono ad andare bene, una forza malvagia uccise la Regina dei Draghi e rubò il suo cristallo di ghiaccio. Dopo questo, il Re Drago e molti seguaci tornarono nel loro mondo.
Mille anni dopo,  il re Olsef del regno di Norvagen sta addestrando a suo figlio di otto anni, il principe Dev, mentre esprime il suo odio per i Draigar, che crede abbiano cacciato i restanti draghi fino all'estinzione. Mentre la pratica di Dev gli mostra di essere troppo impulsivo, Olsef crede comunque di essere pronto per iniziare a cavalcare Targon, l'ultimo drago dei Norvagen rimasto. Durante questo periodo, Xenoz arriva e dà a Dev la sua benedizione. Nel frattempo, nel regno di Draigar, il re Siddari sta addestrando sua figlia, la principessa Kyra, e incolpa il Norvagen per la scomparsa dei draghi. Xenoz arriva per dare la stessa benedizione che ha dato a Dev in modo che Kyra possa iniziare a volare sull'ultimo drago dei Draigar, Aurora. Durante il volo, entrambi i draghi sono attratti da una palla di fuoco nel cielo dove si apre un portale e un drago nero in fiamme cade attraverso, facendo cadere i draghi e i reali in un vecchio campo di battaglia. Il drago nero assorbe un cristallo verde brillante su suo collare e segna entrambi i bambini con le sue mistiche lacrime, scomparendo poco dopo nel terreno. Mentre Dev e Kyra si preparano a combattere, i loro padri appaiono e duellano. Mentre Dev e Kyra vengono portati via dai loro draghi, Xenoz osserva la scena attraverso il suo cristallo scrutatore, affermando che la guerra sta ricominciando.
Otto anni dopo, Dev e Kyra sono entrambi adolescenti di sedici anni con strane abilità e vogliono entrambi che la guerra finisca, ma i loro padri si oppongono alle loro idee. Entrambi attirano così l'attenzione di Xenoz, che gli osserva con il suo cristallo scrutatore. I due reali si incontrano segretamente nello stesso campo di battaglia di otto anni fa e iniziano a combattere finché i loro padri e gli eserciti non si presentano per combattere una volta per tutte. Poco prima dell'inizio della battaglia, un esercito di vorgan (esseri simili a orchi) si presenta sul posto, sconfiggendo i due eserciti e catturando i due re. Xenoz arriva giusto in tempo per salvare Dev e Kyra e li porta nel suo palazzo di ghiaccio. Una volta lì, Xenoz viela che i vorgan sono al servizio di un drago ribelle e che l'unico modo per sconfiggerlo e salvare i loro padri è recuperare l'Aurathon, rubato dal drago otto anni fa. 
Seguendo i consigli di Xenoz, i due principi raggiungono insieme la grotta in cui risiede il drago, dove lo combattono, ma vengono sopraffatti. Il drago rivela che in realtà è Xenoz il padrone dei vorgan, il quale ha mandato lì i principi per ingannare il drago e farsi dire il nascondiglio dell'Aurathon, in modo che potesse appropriarsene. Sfuggiti all'ennesimo attacco di vorgan, i tre si recano all'Anello di Uroboros, un antico luogo sacro. Lì, il drago si rivela essere il Re Drago Thoron. I re, nel frattempo, hanno scoperto il tradimento di Xenoz: sotto il suo palazzo trovano una grotta piena di scheletri di drago, rivelando che Xenoz ha ucciso gli ultimi draghi rimasti nel mondo umano per rubare i loro cristalli e accrescere i suoi poteri. 
Thoron spiega la verità dietro tutto ciò che successe davvero: quando a Xenoz furono concessi l'immortalità e la capacità di usare i cristalli di drago, si fece corrompere dal potere conferitogli. Cospirò, allora, con un un drago malvagio di nome Stendahl per uccidere la Regina dei Draghi e prenderle il cristallo di ghiaccio. Quando Thoron scoprì l'accaduto, li infiammò nella sua furia, ma non era abbastanza forte. Ritornati nel mondo dei draghi, Stendahl venne imprigionato per mille anni dopo, ma quando fu liberato attaccò nuovamente Thoron. Durante la battaglia, l'Aurathon si attivò, aprendo il portale tra i due mondi. Mentre Stendahl venne fermato, Thoron venne risucchiato dal portale, schiantandosi proprio con i due principi otto anni prima. Sapendo di essere troppo debole per combattere Xenoz (protetto al dono dell'immortalità), assorbì l'Aurathon in se stesso e lo mise all'interno di Dev e Kyra. Thoron conclude che se Xenoz riuscisse ad impossessarsi dell'Aurathon potrà aprire il portale del mondo dei draghi, e unendolo con gli altri cristalli del potere in suo possesso diventerebbe l'essere più potente dei due mondi.
Sapendo ora da dove provengono le loro abilità elementali, Dev e Kyra imparano come controllare i loro poteri sul fuoco (per Kyra) e sull'aria (per Dev). Sfortunatamente, durante l'addestramento, i due giovani fanno un buco nell'Anello di Uroboros, rivelando a Xenoz la loro posizione. Sfuggono all'attacco con l'aiuto di Targon e Aurora e si dirigono verso il palazzo di Xenoz. Quando il trio raggiunge il palazzo, Xenoz evoca dei draghi di ghiaccio per combattere Thoron. Mentre il Re Drago affronta i draghi di ghiaccio, Dev e Kyra irrompono nel palazzo ed eliminano le guardie vorgan, ma vengono bloccati da Xenoz, che usa un cristallo che legge la mente per scoprire il nascondiglio dell'Aurathon all'interno di Dev e Kyra. Quindi procede ad estrarlo dai loro corpi. Thoron si schianta e cade alla base del palazzo, dove trova lo scheletro della sua regina. Con una nuova forza trainante, parte per combattere Xenoz.
Dopo aver tradito il leader vorgan Gortaz, Xenoz viene colpito in faccia da Kyra. Il colpo fa cade al mago una maschera che rivela la sua faccia orribilmente bruciata dalle fiamme di Thoron. Lo svantaggio dell'immortalità di Xenoz era che non avrebbe mai potuto guarire e vuole vendicarsi per questo. Xenoz apre il portale per il mondo dei draghi, ma Thoron si mette in mezzo. Tuttavia, Xenoz lo intrappola nel ghiaccio. Xenoz comincia a vantarsi di  come Dev e Kyra sono deboli e impotenti, rivelando che negli ultimi mille anni ha ucciso tutti i draghi rimasti lasciando che i due regni si accusassero a vicenda, causando la guerra che ne seguì. Ma Thoron dissente, ricordandogli che Dev e Kyra sono stati scelti dai draghi stessi. Con queste parole, Dev e Kyra ritrovano le loro abilità elementali e le usano per liberarsi, recuperano l'Aurathon e lo rimettono al collare di Thoron. Il Re Drago, dopo aver vanificato un tentativo di Xenoz di uccidere i due principi, trascina Xenoz nel mondo dei draghi con se, chiudendo il portale. Con Xenoz scomparso, il palazzo di ghiaccio inizia a crollare, quindi i re e i loro figli scappano sui sopraggiunti Targon e Aurora. 
Il giorno successivo, i Norvagen e i Draigar festeggiano insieme al castello di Olsef la ritrovata pace. Durante la celebrazione, il portale del mondo dei draghi si apre e Thoron e gli altri draghi ritornano. Dev e Kyra saltano su Targon e Aurora per unirsi al volo. Mentre la celebrazione continua, Xenoz, dalla sua prigione nel mondo dei draghi, giura che non è ancora finita.

## Personaggi
- Dev: è un guerriero e principe del regno di Norvagen, unico figlio del re Olsef. Combatte per mezzo di una spada ed è un guerriero forte e valoroso, anche se avvolte troppo impulsivo. In fondo, lo stesso Dev è sempre più preoccupato per i suoi stati d'animo e teme quale destino possa attenderlo se non sarà in grado di sottometterli. Possiede il potere di controllare l'aria e il vento, che, tuttavia gli provocano molto disagio, poiché non ha il pieno controllo né di queste abilità, né dei suoi stati d'animo e delle sue emozioni. Dev è molto simile al bisnonno paterno, che era un berserkr. Alla fine diventa grande amico di Kyra.
- Kyra: è una guerriera e principessa del regno di Draigar, unica figlia del re Siddari. A differenza di Dev, questa giovane principessa Draigar è premurosa e meticolosa, e raramente dedita ad azioni impulsive. Questa tendenza a pensare troppo e ad analizzare troppo significa che Kyra a volte manca di spontaneità. È molto abile nelle arti marziali e le sue abilità sia nel bojutsu che nel jojutsue sono piuttosto estese. Kyra è, inoltre, è  impavida coraggiosa, formidabile in battaglia e dotata di grande umorismo. Possiede il potere di controllare il fuoco, le fiamme e il calore, che divamperà e si ritirerà in accordo con i suoi stati d'animo proprio come le incredibili abilità areocinetiche di Dev. Alla fine diventa grande amica di Dev.
- Thoron: è il re dei draghi. È drago nero grande e forte, indossa un'enorme collare d'argento. È un drago saggio e valoroso, ma anche autoritario. Si affeziona a Dev e Kyra, a cui insegna a usare i loro poteri e a cui salva la vita. Il suo collare è sprovvisto di cristallo, perché ha diviso l'Aurothon, il suo cristallo, in due frammenti e ha nascosto i frammenti all'interno di Dev e Kyra che hanno dato loro le loro abilità elementali su aria e fuoco. Come tutti i draghi, Thoron può volare e sputare fuoco. Grazie all'Aurathon può controllare gli elementi naturali e aprire o chiudere il portale tra il mondo umano e quello dei draghi.
- Xenoz: è un potente mago e principale antagonista della storia. È un uomo avido, crudele, sadico, vanitoso e assetato di potere. All'inizio era un mago buono che fu nominato ambasciatore dei draghi per portare pace e prosperità tra i due mondi, ma si fece corrompere dal potere conferitogli e, insieme al drago Stendhal, assassinò la Regina dei Draghi, rubandole il cristallo di ghiaccio. Nei successivi mille anni, ha catturato e ucciso tutti i draghi rimasti nel mondo umano per prendere i loro cristalli e accrescere i suoi poteri, lasciando che i due regni si accusassero a vicenda. Indossa anche una maschera di ghiaccio per nascondere il suo vero volto, bruciato e deformato dalle fiamme di Thoron dopo l'omicidio della sua regina. Ha il potere di creare e controllare il ghiaccio, la neve e il freddo. Dai draghi ottenne l'immortalità (che però non gli permette di guarire) e il potere di usare i cristalli dei draghi. Possiede una ricca collezione di cristalli del potere: come il suo cristallo scrutatore, che gli dà poteri di chiaroveggenza, e il cristallo telepatico, che gli permette di leggere nelle menti degli altri.
- Thargon: è un maschio di drago, ultimo rimasto nel regno di Norvagen. È un drago rosso con un cristallo color creta. È molto affezionato a Dev, con cui condivide il desiderio di porre fine alla guerra tra i due regni.
- Aurora: è una femmina di drago, ultima rimasta nel regno dei Draigar. È un drago verde oliva con un cristallo azzurro. È molto affezionata a Kyra, con cui condivide il desiderio di porre fine alla guerra tra i due regni.
- Olfsen: è il re del regno di Norvagen e padre di Dev. È un re guerriero in stile vichingo forte e valoroso, nonostante la sua età. All'inizio odia i Draigar e il loro re, ma dopo aver scoperto l'inganno di Xenoz diventa buon amico di Siddari.
- Siddari: è il re del regno di Draigar e padre di Kyra. È un saggio re abile e deciso, al pari di Olfsen, assumendo un atteggiamento da samurai. All'inizio odia i Norvagen e il loro re, ma dopo aver scoperto l'inganno di Xenoz diventa buon amico di Olfsen.
- Gortaz: è il capo dell'esercito Vorgan e assassino di molti draghi insieme a Xenoz; alla fine del film verrà tradito da Xenoz e cade morendo nel vuoto.
- Stendhal: è un drago rosso (bandito dal mondo dei draghi per aver tradito i suoi compagni), vecchio amico (e rivale) di Thoron e assassino della moglie di quest'ultimo.
- Draghi di ghiaccio: sono draghi scheletri fatti di ghiaccio, evocati da Xenoz. Stridono molto e respirano fitte di ghiaccio, tuttavia, si sciolgono nel fuoco e hanno lunghe corna ricurve.